# Fariba Adelkhah

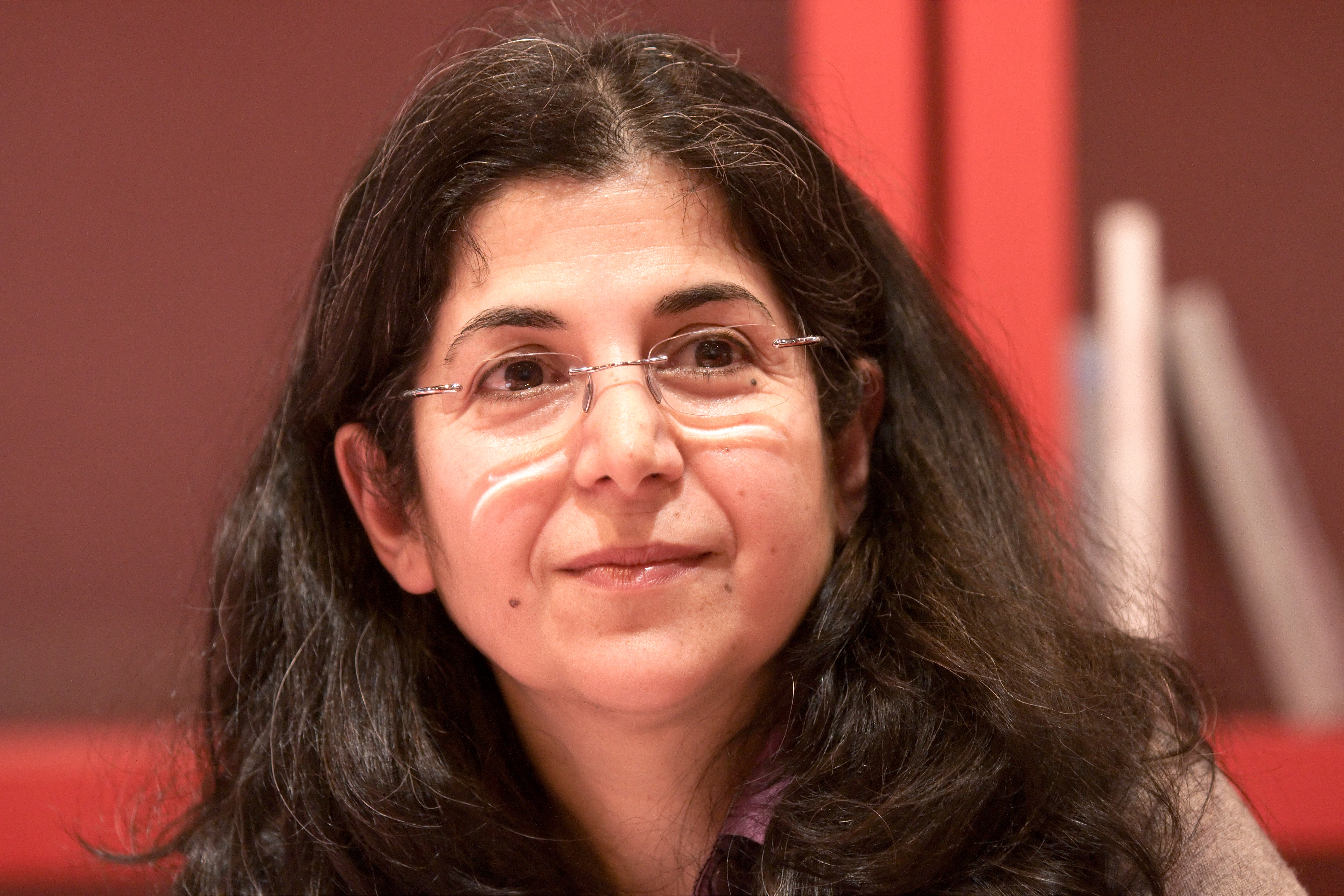
Fariba Adelkhah, 2010

Fariba Adelkhah (* 25. April 1959 in Teheran) ist eine französisch-iranische Anthropologin. Sie ist Forschungsdirektorin am Institut d’études politiques de Paris und wurde im Juni 2019 im Iran verhaftet, der Spionage beschuldigt, über ein Jahr lang inhaftiert und dann mit einer elektronischen Fußfessel entlassen. Sie war von Januar 2022 bis Februar 2023 wieder in Haft.

## Leben
Sie kam 1977 nach Frankreich, um an der Universität Straßburg II und anschließend an der École des hautes études en sciences sociales zu studieren. Im Jahr 1990 verteidigte sie ihre Dissertation mit dem Titel Une approche anthropologique de l'Iran post-révolutionnaire. Le cas des femmes islamiques.
Seit 2004 ist sie Forschungsdirektorin am Centre de recherches internationales (CERI) der Fondation nationale des sciences politiques (Institut d'études politiques de Paris). Sie ist Autorin zahlreicher Veröffentlichungen über Iran und Afghanistan und Mitglied des wissenschaftlichen Beirats der Zeitschriften Iranian Studies und Revue des mondes musulmans et de la Méditerranée.
Neben ihrer wissenschaftlichen Tätigkeit übersetzt Fariba Adelkhah mystische französische Gedichte aus dem Spätmittelalter und der Renaissance ins Persische.

## Verhaftung im Iran
Am 14. Juli 2019 berichteten im Ausland ansässige persische Medien, dass sie im Iran verhaftet worden sei. Die Verhaftung wurde am 16. Juli 2019 bestätigt. Ihre Verhaftung erfolgte Berichten zufolge Anfang Juni, als sie sich das letzte Mal in ihr WhatsApp-Konto eingeloggt hatte. Die iranische Website für Menschenrechte Gozaar berichtete, sie sei von den Revolutionsgarden, der ideologischen Polizei des Iran, verhaftet worden und werde im Evin-Gefängnis  festgehalten. Angeblich wird sie der Spionage verdächtigt, eine Vorstellung, die ihre Kollegen beim CERI für „absurd“ halten. Um gegen ihre Inhaftierung zu protestieren, trat sie am 24. Dezember 2019 zusammen mit einer anderen inhaftierten Forscherin, der Australierin Kylie Moore-Gilbert, in einen Hungerstreik. Am 7. Januar 2020 gab ihr Anwalt bekannt, dass die Anklage wegen Spionage und Verstoß gegen die öffentliche Ordnung fallen gelassen worden sei. Sie wurde jedoch noch aus zwei weiteren Gründen verfolgt: „Propaganda gegen das System“ und „Verschwörung gegen die nationale Sicherheit“.
Roland Marchal, der zur gleichen Zeit wie seine Kollegin und Partnerin verhaftet wurde, kam 2020 während der COVID-19-Pandemie dank eines Gefangenenaustauschs frei.
Am 16. Mai 2020 wurde sie zu fünf Jahren Haft verurteilt. Am 30. Juni 2020 wurde ihr Urteil in der Berufung bestätigt. Sie wurde in Evin, dem Gefängnis für politische Gefangene, festgehalten, wo sie Berichten zufolge eine Zelle mit etwa 40 anderen Frauen teilte, darunter die iranische Anwältin Nasrin Sotudeh.
Im September 2020, nach mehr als einem Jahr Haft, wurde sie mit einer elektronischen Fußfessel aus dem Gefängnis entlassen und stand seitdem in Teheran unter Hausarrest. Ohne Begründung und Vorankündigung nahmen die iranischen Behörden sie am 12. Januar 2022 wieder in Haft. Nach Angaben ihres Unterstützungskomitees wurde sie erneut in das Evin-Gefängnis gebracht, wo kurz zuvor der Filmemacher Baktash Abtin wegen der zu spät eingeleiteten Behandlung seiner COVID-19-Erkrankung gestorben war. Sie wurde am 10. Februar 2023 freigelassen.

## Auszeichnungen
- Am 15. Dezember 2020 wurde sie für ihr wissenschaftliches Gesamtwerk mit dem vom französischen Ministerium für Hochschulbildung, Forschung und Innovation an in Wissenschaft und Technologie tätige Frauen vergebenen Irène-Joliot-Curie-Preis in der Kategorie „Wissenschaftlerin des Jahres“ ausgezeichnet.[5]
- Am 9. Oktober 2020 verlieh ihr die Universität Genf die Ehrendoktorwürde.[10]
- Am 21. Februar 2020 verlieh ihr die Stadt Straßburg die Ehrenbürgermedaille.[11]

## Veröffentlichungen
- Fariba Adelkhah, Les Paradoxes de l'Iran – idées reçues sur la République islamique, Le Cavalier Bleu, 2016 (ISBN 979-10-318-0155-1)
- Fariba Adelkhah, Les mille et une frontières de l'Iran – Quand les voyages forment la nation, Paris, Karthala, 2012, 483 S. (ISBN 978-2-8111-0664-5)
- Fariba Adelkheh und Jean-François Bayart, Voyages du développement. Èmigration, commerce, exil, Karthala, 2007, 362 S. (ISBN 978-2-8111-4235-3): Le réveil du Khorassan – La recomposition d'un espace de circulation, S. 115–182
- Fariba Adelkhah, Être moderne en Iran, Karthala, 2006 (ISBN 978-2-84586-782-6)
- Fariba Adelkhah, L'Iran, Le Cavalier Bleu, 2005, 125 S. (ISBN 978-2-84670-104-4)
- François Georgeon und Fariba Adelkhah, Ramadan et politique, CNRS Editions, 2000
- Fariba Adelkhah, Iran – vers un espace public confessionnel?, Fondation nationale des sciences politiques, 1997
- Fariba Adelkhah, Jean-François Bayart und Olivier Roy, Thermidor en Iran, Complexe, 1992, 143 S. (ISBN 978-2-402-05383-9)
- Fariba Adelkhah, La révolution sous le voile – femmes islamiques d'Iran, Karthala, 1991, 280 S. (ISBN 978-2-86537-329-1)